# Nightfall (Little Big Town)
Nightfall è il nono album in studio del gruppo musicale country statunitense Little Big Town, pubblicato nel 2020.

## Tracce
1. Next to You – 4:06
2. Nightfall – 3:21
3. Forever and a Night – 4:26
4. Throw Your Love Away – 3:44
5. Over Drinking – 3:10
6. Wine, Beer, Whiskey – 3:16
7. Questions – 3:04
8. The Daughters – 3:32
9. River of Stars – 3:37
10. Sugar Coat – 3:40
11. Problem Child – 3:35
12. Bluebird – 3:11
13. Trouble with Forever – 3:31

## Formazione
- Karen Fairchild – voce
- Kimberly Schlapman – voce
- Phillip Sweet – voce
- Jimi Westbrook – voce